# Siamese krokodil
De Siamese krokodil (Crocodylus siamensis) is een krokodilachtige uit de familie echte krokodillen (Crocodylidae) en de onderfamilie Crocodylinae.

## Taxonomie en naamgeving
De wetenschappelijke naam van de soort werd, als Crocodilus siamensis in 1801 gepubliceerd door Johann Gottlob Schneider. De soortnaam siamensis verwijst naar Siam, een oude naam voor Thailand, een deel van het verspreidingsgebied. In 1807 publiceerde Georges Cuvier nogmaals een beschrijving met een naam: Crocodilus galeatus. Cuvier verwees in zijn artikel zelfs naar Schneiders naam, maar vond die ontoepasselijk omdat er in Siam nog een tweede soort voorkwam. De naam van Schneider heeft echter prioriteit. De lange tijd als ondersoort beschouwde C. s. raninus betrof waarschijnlijk exemplaren van de zeekrokodil (Crocodylus porosus). Het is bekend dat de Siamese krokodil en de zeekrokodil kruisingen kunnen vormen, en vermoed wordt dat deze hybriden zeer groot kunnen worden.

## Uiterlijke kenmerken
Met een lengte van maximaal vier meter voor de grotere mannetjes is deze soort een gemiddelde krokodil, de meeste exemplaren blijven onder de drie meter. De kop is vrij breed en de snuit is bij oudere dieren vrij kort, bij jonge dieren nog korter. De snuit is breder dan die van de sterk gelijkende zeekrokodil. Zowel jonge als oudere dieren hebben een grillige, donkere tot zwarte bandering op zowel het lichaam als de staart. De basiskleur is groen tot bruingrijs maar er is veel variatie; ook gele exemplaren met een luipaardtekening komen voor. Jon ge dieren hebben een gele tot geelbruine lichaamskleur.
Het aantal tanden varieert van 64 tot 66; 4 rijen voortanden (premaxillair) en 13 of 14 rijen tanden (maxillair) in de bovenkaak en 15 rijen kiezen (mandibulair) in de onderkaak.

## Levenswijze
Er is weinig bekend over de levenswijze van de Siamese krokodil, zo is het niet duidelijk of de moeder haar jongen uitgraaft of bewaakt. Ook weet men niet zeker hoe groot de verschillende populaties zijn in het verspreidingsgebied. Het totale aantal exemplaren wereldwijd wordt geschat op 500 tot 1000 volwassen exemplaren. Het aantal exemplaren in Cambodja wordt geschat op 100 tot 300. De populaties gaan tevens in dichtheid achteruit. In gevangenschap plant de krokodil zich relatief makkelijk voort.
Het voedsel bestaat waarschijnlijk voornamelijk uit vis, maar ook uit andere dieren als amfibieën en reptielen, en mogelijk worden ook zoogdieren gegeten.

## Verspreiding en habitat

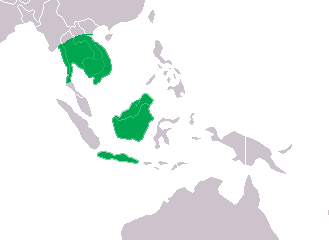
Verspreidingsgebied in het groen.

De Siamese krokodil komt voor in delen van Azië en leeft in de landen Cambodja, Laos, Maleisië, Thailand, Vietnam, Brunei, Myanmar en Indonesië (Borneo en misschien Java). De habitat bestaat uit zowel zoet- als zoutwatermoerassen, beboste moerassen, vennen, veengebieden en meren. De soort is aangetroffen tot op een hoogte van ongeveer 730 meter boven zeeniveau.

## Beschermingsstatus
Door de internationale natuurbeschermingsorganisatie IUCN is de beschermingsstatus 'ernstig bedreigd' toegewezen (Critically Endangered of CR).